# هورست هورنلاین
هورست هورنلاین (انگلیسی: Horst Hörnlein؛ زادهٔ ۳۱ مهٔ ۱۹۴۵) لژسوار آلمانی بود.
وی در مسابقات کشوری و بین‌المللی در مجموع برنده ۵ مدال طلا، ۱ مدال نقره، ۴ مدال برنز شده‌است.